# 魏县
魏县是河北省邯郸市下辖的一个县。县人民政府驻魏城镇魏州東路68號。
相傳前430年，魏文侯曾經由安邑遷都至此。故漢朝時建魏縣、魏郡。

## 历史沿革
西汉置县，至北齐均属魏郡。北齐废，隋开皇六年复置，属魏州，唐因之。宋金属大名府。元属大名路。明属大名府，县治迁于今址。清乾隆二十三年，省入大名、元城。1940年复置。

## 行政区划
魏县下辖12个镇、9个乡：
魏城镇、德政镇、北皋镇、双井镇、牙里镇、车往镇、回隆镇、张二庄镇、东代固镇、院堡镇、棘针寨镇、南双庙镇、边马镇、泊口镇、仕望集镇、沙口集镇、大兴庄镇、野胡拐乡、前大磨乡、大马村乡和北台头乡。

## 人口
2020年，魏縣總人口104.11萬人，有24個民族。

## 交通
- 230国道过境。